# NGC 5032
NGC 5032 est une vaste galaxie spirale barrée située dans la constellation de la Chevelure de Bérénice. Sa vitesse par rapport au fond diffus cosmologique est de 6 675 ± 18 km/s, ce qui correspond à une distance de Hubble de 98,5 ± 6,9 Mpc (∼321 millions d'al). NGC 5032 a été découverte par l'astronome germano-britannique William Herschel en 1785.
NGC 5032 a été utilisée par Gérard de Vaucouleurs comme une galaxie de type morphologique (R′)SAB(rs)b dans son atlas des galaxies,.
La classe de luminosité de NGC 5032 est II et elle présente une large raie HI. De plus, c'est une galaxie LINER, c'est-à-dire une galaxie dont le noyau présente un spectre d'émission caractérisé par de larges raies d'atomes faiblement ionisés. La base de données NASA/IPAC indique que c'est possiblement une galaxie du champ, c'est-à-dire qu'elle n'appartient pas à un amas ou un groupe et qu'elle est donc gravitationnellement isolée.
À ce jour, une dizaine de mesures non basées sur le décalage vers le rouge (redshift) donnent une distance de 107,260 ± 25,810 Mpc (∼350 millions d'al), ce qui est à l'intérieur des valeurs de la distance de Hubble. Notons cependant que c'est avec la valeur moyenne des mesures indépendantes, lorsqu'elles existent, que la base de données NASA/IPAC calcule le diamètre d'une galaxie et qu'en conséquence le diamètre de NGC 5032 pourrait être d'environ 63,0 kpc (∼205 000 al) si on utilisait la distance de Hubble pour le calculer.